# 陶辛站
陶辛站，下行线车站为陶辛镇站，位于安徽省芜湖市湾沚区陶辛镇，有皖赣铁路经过。车站上下行区间为复线铁路，距离芜湖25千米、贵溪545千米。车站于2018年在皖赣铁路芜湖—宣城段电气化时关闭。关闭前车站办理列车通过、停靠作业，不办理客货运业务；但每日有一对来往芜湖和倒湖的旅客列车在该站办理通勤乘降业务。